# Huîtrier à long bec
Haematopus longirostris
Espèce
Statut de conservation UICN

 LC  : Préoccupation mineure
L’Huîtrier à long bec (Haematopus longirostris) est une espèce d'oiseaux limicoles endémique des côtes australiennes, de la famille des Haematopodidae.
L'étymologie de Longirostris vient du Latin, longus (long) et Rostrum (bec, éperon).

## Description
Cette espèce australienne est facilement reconnaissable par son bec orange long de 5 à 8 cm, ses longues pattes grêles roses et son plumage noir et blanc. Lorsqu'il a les ailes étendues, on peut voir une bande blanche. Il existe peu de différences entre mâle et femelle, sauf que le mâle a en général le bec plus court et plus large.

## Alimentation
Il se nourrit principalement de mollusques bivalves, mais aussi d'autres invertébrés. Les techniques qu'il utilise pour briser les coquilles des mollusques sont très variables et sont considérées comme un comportement acquis.

## Reproduction
Il niche dans des cuvettes superficielles faites dans des zones dégagées situées près du rivage et la femelle pond 2 à 3 œufs par couvée typique. Chaque couple protège son aire de nidification et utilise souvent la même zone d'une année sur l'autre. Comme les mouettes, il partage sa zone de nidification avec d'autres huîtriers, se regroupant en cas de menace.

## Statut de conservation
Il n'est pas considéré comme menacé par le gouvernement fédéral mais il est tout de même classé comme « vulnérable » en Nouvelle-Galles du Sud.